# Quadra (kommun i Brasilien)
Quadra är en kommun i Brasilien.   Den ligger i delstaten São Paulo, i den sydöstra delen av landet, 800 km söder om huvudstaden Brasília. Antalet invånare är 3 236. Arean är 205 kvadratkilometer.
Terrängen i Quadra är platt.
Omgivningarna runt Quadra är huvudsakligen savann. Runt Quadra är det ganska tätbefolkat, med 192 invånare per kvadratkilometer.